# 鼬五鬚岩鱈
鼬五鬚岩鱈，為輻鰭魚綱鱈形目江鱈科的其中一種，分布於東北大西洋區，包括斯堪地那維亞半島、不列顛群島、德國、法國、比利時、荷蘭、伊比利半島、冰島等海域，棲息深度17-22公尺，體長可達25公分，棲息在棲息在潮間帶沙石底質海域，屬雜食性，以藻類、甲殼類、貝類、多毛類等為食，可作為食用魚。